# 阿旺新傳

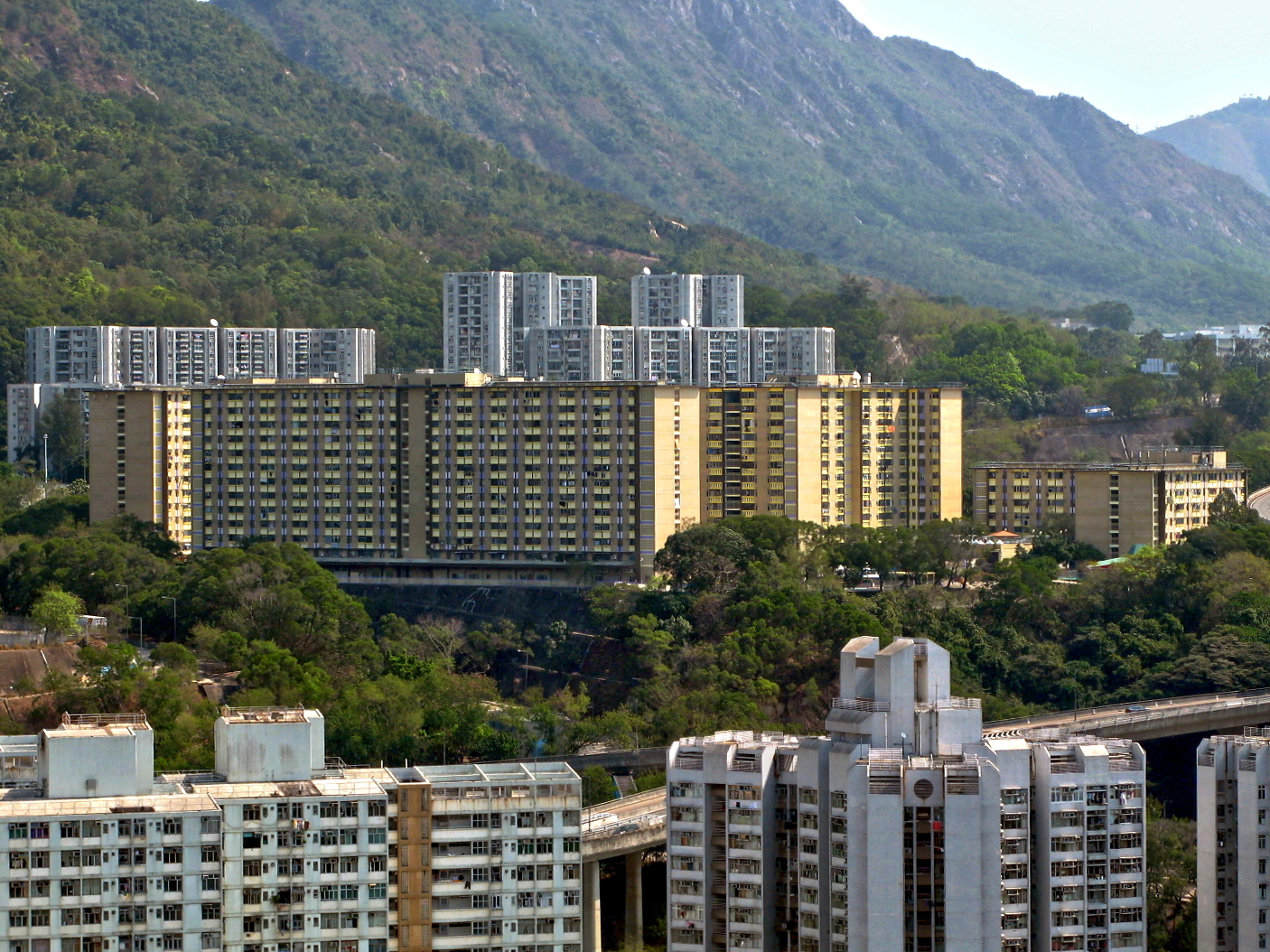
劇中「祥旺邨」取景地點：澤安邨

《阿旺新傳》（英語：Life Made Simple）是香港電視廣播有限公司拍攝製作的時裝喜劇電視劇，全劇共32集，《戇夫成龍》之現代版，由郭晉安及宣萱領銜主演，並由黃宗澤、唐寧、曹永廉、盧宛茵、許紹雄、秦沛及湯盈盈聯合演出，是由黃偉聲擔任監製，此劇為無綫電視所選播的38週年台慶劇。此劇繼《戇夫成龍》之後，宣萱及及郭晉安為第二次合作演出。郭晉安及湯盈盈慿此劇於萬千星輝賀台慶2005分別獲得最佳男主角及最佳女配角。劇中「祥旺邨」取景地點：澤安邨及愛民邨。

## 故事大綱
丁常旺（郭晉安飾）因智力比常人發展緩慢，自少在母親丁秀蓮（盧宛茵飾）的極力呵護下成長，父親只存在於他的童話世界裡，在他生活中最重要的人便是母親，還有他的兒時玩伴、暱稱為“老婆仔”的黃奇鳳（宣萱飾）。
阿旺出身屋村，一眾老街坊，早已接受了他是個傻仔。閒時，旺在糖水舖裡工作，過著平淡的生活，他最大的心願就是等黃奇鳳從外國學成歸來，娶他的“老婆仔”。
阿旺對父親朝思暮想，常常幻想與父親鍾錦榮（秦沛飾）重遇，卻不知父母早已離異，而當年不歡離異的原因是因為自己。
而丁秀蓮在阿旺面前對與前夫的離異一直含糊其詞，只謂旺父已“升天”。
後來，阿旺因黃奇鳳的關係，與榮重聚，但鍾錦榮仍未能沖開自己生了一個蠢鈍兒的心理關口，沒有跟阿旺相認。一次，旺從對講機中聽到“太空船著陸”，誤會父親從月球回歸，即趕往與他會面，卻不知自己誤收悍匪之通訊。阿旺在案發現場，遭流彈打傷，榮驚聞消息，不顧一切與阿旺相認。
但是，在阿旺眼前的父親，已另娶繼室，更多了一個同父異母的兄弟鍾子聰（黃宗澤飾），阿旺不僅要面對這種夾著恩怨予盾的倫理關係，更因為老婆仔與鍾子聰的感情關係，阿旺突然被捲入三角旋渦。
鍾子聰與洛渠成（曹永廉飾）力追黃奇鳳，在阿旺單純的思想裡，無法理解成人世界的複雜感情，由迷惘失措、傷心失落，到還原為“以無私的愛令他所愛的人開心”這一純真本質。而黃奇鳳在洛渠成、阿旺之間感到難於取捨，毅然放下感情，決定再次出國工作。
阿旺亦重歸他屋糖水鋪，為了懷念已離他遠去的老婆仔，專心造他的“老婆湯圓”，結果不僅成就了屬於自己的事業，還感動了“老婆仔”的回心轉意，圓滿了童話式的愛情。

## 演員表

### 丁家
| 演員           | 角色   | 關係/職業 | 暱稱                                         |
| 朱婉儀（青年） | 丁秀蓮 | 「瑞記糖水」糖水師傅（最著名的是麻蓉湯圓） 丁常旺之母 钟錦榮之前妻 宋美纶之情敌 钟子聪之继母 被宋美纶针对，后和好 唐福瑞好友兼暗恋对象，後為其妻 黄奇鳳之家婆 於第3集因丁常旺煮湯圓時險釀成火災而令其受驚送院 於第4集發現黄奇鳳借取了丁常旺的「老婆本」，從而怒打丁常旺 居於祥旺邨祥安樓304室 | 蓮姐 阿蓮 肥婆蓮                             |
| 盧宛茵         | 丁秀蓮 | 「瑞記糖水」糖水師傅（最著名的是麻蓉湯圓） 丁常旺之母 钟錦榮之前妻 宋美纶之情敌 钟子聪之继母 被宋美纶针对，后和好 唐福瑞好友兼暗恋对象，後為其妻 黄奇鳳之家婆 於第3集因丁常旺煮湯圓時險釀成火災而令其受驚送院 於第4集發現黄奇鳳借取了丁常旺的「老婆本」，從而怒打丁常旺 居於祥旺邨祥安樓304室 | 蓮姐 阿蓮 肥婆蓮                             |
| 莫凱謙（童年） | 丁常旺 | 原名钟子慧 彼得·潘综合征患者、「瑞記糖水」糖水大師傅（最著名的是「老婆湯圓」（芒果湯圓）） 「钟氏集團」庶務部職員→初級文員（後准許放長假） 「钟氏集團」今屆優秀員工 钟錦榮、丁秀蓮之子 宋美纶之继子 宋智焕之继外甥 宋民安之继外孙 钟子聰之同父異母之兄 被宋美纶针对，后和好 宋智焕之针对对象 唐福瑞之继子兼好友 黃奇鳳青梅竹馬之好友，後為其有名無實之夫，最後（四年後）為未婚夫 黄小龙、何丽莎之女婿 於第1集借自己的「老婆本」（43个金幣）給黄奇鳳出国读书 於第3集学会整汤圆，但因其煮湯圓時險釀成火災而令丁秀莲受驚送院 於第4集被丁秀蓮發现自己借取「老婆本」予黃奇鳳，從而被其怒打 於第5集因放气球令钟錦荣免受车禍，从而協助黃奇鳳成功入職 於第25集和钟錦榮父子相認，後中槍受傷 於第26集接受腦部手術 於第31集學成二合一湯圓（「老婆湯圓」），並變得很有名，后与钟子聪一同被宋智焕和豹哥联手绑架 于第32集获救 喜愛把「紙條氣球」放上天空給太空人爸爸 居於祥旺邨祥安樓304室 | 阿旺 傻仔 大蕃薯 大冬瓜 椰子殼怪人           |
| 郭晉安         | 丁常旺 | 原名钟子慧 彼得·潘综合征患者、「瑞記糖水」糖水大師傅（最著名的是「老婆湯圓」（芒果湯圓）） 「钟氏集團」庶務部職員→初級文員（後准許放長假） 「钟氏集團」今屆優秀員工 钟錦榮、丁秀蓮之子 宋美纶之继子 宋智焕之继外甥 宋民安之继外孙 钟子聰之同父異母之兄 被宋美纶针对，后和好 宋智焕之针对对象 唐福瑞之继子兼好友 黃奇鳳青梅竹馬之好友，後為其有名無實之夫，最後（四年後）為未婚夫 黄小龙、何丽莎之女婿 於第1集借自己的「老婆本」（43个金幣）給黄奇鳳出国读书 於第3集学会整汤圆，但因其煮湯圓時險釀成火災而令丁秀莲受驚送院 於第4集被丁秀蓮發现自己借取「老婆本」予黃奇鳳，從而被其怒打 於第5集因放气球令钟錦荣免受车禍，从而協助黃奇鳳成功入職 於第25集和钟錦榮父子相認，後中槍受傷 於第26集接受腦部手術 於第31集學成二合一湯圓（「老婆湯圓」），並變得很有名，后与钟子聪一同被宋智焕和豹哥联手绑架 于第32集获救 喜愛把「紙條氣球」放上天空給太空人爸爸 居於祥旺邨祥安樓304室 | 阿旺 傻仔 大蕃薯 大冬瓜 椰子殼怪人           |
| 宣 萱          | 黃奇鳳 | 丁常旺有名無實之妻，四年後為其未婚妻 參見黃家 | Catherine 阿鳳 老婆仔（丁常旺專稱） 屋邨表姐 |

### 黃家
| 演員           | 角色   | 關係/職業 | 暱稱                                                |
| 秦 煌          | 黃小龍 | 小巴司機 黃奇鳳之父 何麗莎之夫 丁常旺之岳父 安琪之表姨丈 居於祥旺邨祥安樓305室 | 大蟲叔（丁常旺專稱） 大蟲 死肥佬（何麗莎專稱）      |
| 羅冠蘭         | 何麗莎 | 家庭主婦 黃奇鳳之母 黃小龍之妻 丁常旺之岳母 白薇之表姐 安琪之表姨妈 為人貪錢及貪小便宜 居於祥旺邨祥安樓305室 | Lisa姐（丁常旺專稱） Lisa                           |
| 冼迪琦（童年） | 黃奇鳳 | 「鍾氏集團」創作主任→創作經理，於第21集被陷害離職 黃小龍、何麗莎之女 丁常旺青梅竹馬之好友，後為有名無實之妻，最後為其未婚妻 鍾子聰之前女友兼大嫂 安琪之表姐兼大學同學 安景亨、白薇之表姨甥女 钟锦荣、丁秀莲之媳 唐福瑞、宋美纶之继媳 宋智焕之继外甥媳 宋民安之继外孙媳 於第1集因何丽莎「种金」失败而向丁常旺借43个金幣予自己出国读书 於第4集回港 於第5集与安琪应繳「钟氏集團」时被其盜用了構思，但因丁常旺協助下而成功入職 最喜愛吃芒果及湯圓 居於祥旺邨祥安樓305室（丁家對面的單位） | Catherine 阿鳳 老婆仔（丁常旺專稱） 黃小姐 屋邨表姐 |
| 宣 萱          | 黃奇鳳 | 「鍾氏集團」創作主任→創作經理，於第21集被陷害離職 黃小龍、何麗莎之女 丁常旺青梅竹馬之好友，後為有名無實之妻，最後為其未婚妻 鍾子聰之前女友兼大嫂 安琪之表姐兼大學同學 安景亨、白薇之表姨甥女 钟锦荣、丁秀莲之媳 唐福瑞、宋美纶之继媳 宋智焕之继外甥媳 宋民安之继外孙媳 於第1集因何丽莎「种金」失败而向丁常旺借43个金幣予自己出国读书 於第4集回港 於第5集与安琪应繳「钟氏集團」时被其盜用了構思，但因丁常旺協助下而成功入職 最喜愛吃芒果及湯圓 居於祥旺邨祥安樓305室（丁家對面的單位） | Catherine 阿鳳 老婆仔（丁常旺專稱） 黃小姐 屋邨表姐 |

### 鍾家
| 演員           | 角色   | 關係/職業 | 暱稱                                                              |
| 李啟傑（青年） | 钟錦榮 | 「钟氏集團」創辦人兼董事長 丁常旺、钟子聰之父 丁秀蓮之前夫 唐福瑞之情敌 宋美綸之夫 宋智焕之姐夫 宋民安之女婿 黄奇凤、安琪之家翁 安景亨、白薇、黄小龙、何丽莎之亲家 於第25集和丁常旺父子相認                                                                    | 伯伯（丁常旺專稱）                                                |
| 秦 沛          | 钟錦榮 | 「钟氏集團」創辦人兼董事長 丁常旺、钟子聰之父 丁秀蓮之前夫 唐福瑞之情敌 宋美綸之夫 宋智焕之姐夫 宋民安之女婿 黄奇凤、安琪之家翁 安景亨、白薇、黄小龙、何丽莎之亲家 於第25集和丁常旺父子相認                                                                    | 伯伯（丁常旺專稱）                                                |
| 陳秀珠         | 宋美綸 | 钟錦榮之妻 钟子聰之母 宋民安之女 宋智煥之姊 安琪之家婆 安景亨、白薇之亲家 黄小龙、何丽莎之继亲家 丁常旺之继母，並針對其 丁秀莲之情敌，並針對其，後和好 於第16集得悉丈夫跟丁秀蓮及丁常旺的真正關係                                                              | Helen                                                             |
| 曾偉權         | 宋智煥 | 「钟氏集團」經理 宋民安之子 宋美綸之弟 钟子聰之舅父 钟锦荣之舅仔 丁常旺之继舅父 針對丁常旺 於第31集因炒輸股票而與豹哥聯手綁架丁常旺、鍾子聰 於第32集被豹哥槍傷，後被捕                                                                                         | Charles                                                           |
|                | 宋民安 | 宋美纶、宋智焕之父 钟锦荣之岳父 钟子聪之外公 丁常旺之继外公 已去世 |                                                                   |
| 黃宗澤         | 钟子聰 | 「钟氏集團」行政總裁，後為「Michael Power」老闆 钟錦榮、宋美綸之子 黃奇鳳之前男友兼叔仔 丁常旺之同父异母之弟 丁秀莲之继子 洛渠成之好友兼情敌 安琪之上司兼男友，後分手，最後復合並為其夫 安景亨、白薇之女婿 于第31集与丁常旺一同被宋智焕和豹哥绑架 于第32集获救 | Michael 哥哥（25集前）（丁常旺專稱） 細佬（25集後）（丁常旺專稱） |
| 魯振順         | 阿 基  | 鍾錦榮之司機 |                                                                   |
| 廖麗麗         | 芳 姐  | 鍾家傭人 |                                                                   |

### 安家
| 演員   | 角色   | 關係/職業 | 暱稱                                  |
| 蕭 亮  | 安景亨 | 安琪之父 白薇之夫 黃奇鳳之表姨丈 鍾子聰之岳父 鍾錦榮、宋美綸之親家 丁秀蓮之繼親家 | Ken                                   |
| 陳曼娜 | 白 薇  | 安琪之母 安景亨之妻 黃奇鳳之錶姨 鍾子聰之岳母 鍾錦榮、宋美綸之親家 丁秀蓮之繼親家 何麗莎表妹 | Barbie                                |
| 唐 寧  | 安 琪  | 「鍾氏集團」創作及推廣部經理，後為「Michael Power」老闆助理 安景亨、白薇之女 黄小龙、何麗莎之表姨甥女 鍾子聰之下屬兼女友，後分手，最後復合並為其妻 黃奇鳳之表妹兼大學同學 洛渠成之暗戀對象 鍾錦榮、宋美綸之媳 宋民安之外孫媳 宋智煥之外甥媳 丁秀蓮之繼媳 於第5集与黃奇鳳應繳「鍾氏集團」時盜用其構思 對黃奇鳳心存妒忌並陷害其，後和好 | Angel 安安小姐（丁常旺專稱） 豪宅表妹 |

### 洛家
| 演員   | 角色   | 關係/職業 | 暱稱      |
| 劉 江  | 洛達通 | 屋邨水電舖「通達行」東主 洛渠成之父                                                                                               | 通記 通叔 |
| 曹永廉 | 洛渠成 | 屋邨水電舖「通達行」少東 / 建築工程師 洛達通之子 丁常旺、钟子聰之好友兼情敌 曾先後暗戀安琪，黄奇凤 Pat之男友 於第32集遠赴美國創業 | 阿成 成哥 |

### 瑞記糖水店
| 演員   | 角色   | 關係/職業                                                  | 暱稱                  |
| 許紹雄 | 唐福瑞 | 「瑞記糖水店」老闆 暗戀丁秀蓮近28年，後為其夫 丁常旺之好友 | 水哥                  |
| 盧宛茵 | 丁秀蓮 | 「瑞記糖水」糖水師傅 參見丁家                              | 蓮姐 阿蓮 肥婆蓮      |
| 郭晉安 | 丁常旺 | 「瑞記糖水」老婆湯圓大師傅 參見丁家                        | 阿旺                  |
| 湯盈盈 | 李笑好 | 「瑞記糖水店」職員 丁常旺之好友 李威之女 林賓之妻          | 阿好 美麗 女鬼 火鉗妹 |
| 李家聲 | 林 賓  | 巴基斯坦人 「瑞記糖水店」職員 李笑好之夫 李威之女婿        | 賓仔                  |
| 黎秀英 | 七 嬸  | 「瑞記糖水店」洗碗僱員 於第3集辭職                         |                       |

### 鍾氏集團
| 演員   | 角色    | 關係/職業                                                                                                   | 暱稱                                         |
| 秦 沛  | 鍾錦榮  | 創辦人兼董事長 參見鍾家                                                                                     | 伯伯（丁常旺專稱）                           |
| 黃宗澤 | 鍾子聰  | 行政總裁→主席 於第25集請辭 參見鍾家                                                                         | Michael 哥哥（25集前）（丁常旺專稱）         |
| 曾偉權 | 宋智煥  | 總經理 於第30集因虧空公款遭辭退 參見鍾家                                                                    | Charles                                      |
| 唐 宁  | 安 琪   | 創作及推廣部經理，於第25集跳槽離職 參見安家                                                                 | Angel 安安小姐（丁常旺專稱） 豪宅表妹        |
| 楊英偉 | Richard | 創作部前經理 黃奇鳳前上司並針對其 Kitty之情夫 於第9集被解僱                                                 |                                              |
| 宣 萱  | 黃奇鳳  | 創作部主任→創作經理，於第21集被陷害離職 參見黃家                                                            | Catherine 阿鳳 老婆仔（丁常旺專稱） 屋邨表姐 |
| 黃泆潼 | Kitty   | 創作部職員 Richard之情婦                                                                                    |                                              |
| 沈可欣 | Flora   | 創作部職員                                                                                                  |                                              |
| 張松枝 | Peter   | 創作部職員                                                                                                  |                                              |
| 林遠迎 | Ben     | 創作部職員                                                                                                  |                                              |
| 駱 樂  | Ada     | 創作部職員                                                                                                  |                                              |
| 李施嬅 | 楊婉君  | 銷售經理→庶務部職員 丁常旺之好友 張大偉之妻，與其育有一子 孕婦 於第12集於家中作動，並於丁常旺協助下誕下一子 | Joanna 囡囡（丁常旺專稱）                    |
| 郭晉安 | 丁常旺  | 庶務部職員→初級文員，後辭職 參見丁家                                                                        | 阿旺                                         |
| 陳安瑩 | Janet   | 庶務部職員                                                                                                  | 叻姐                                         |
| 吳幸美 | Karen   | 庶務部職員                                                                                                  |                                              |
| 宋紫盈 | Mandy   | 庶務部職員                                                                                                  |                                              |
| 何綺雲 | Janet   | 鍾錦榮之秘書                                                                                                |                                              |
| 黃樂兒 | Susan   | 鍾子聰之秘書                                                                                                |                                              |
| 詹秀君 | Heldi   | 安琪之秘書                                                                                                  |                                              |
| 林敏儀 | Lily    | Richard之秘書                                                                                               |                                              |
| 李國麟 | 雷向東  | 工程部經理 於第15集因被解僱而自製炸彈                                                                       | 東叔                                         |
| 凌禮文 |         | 「鍾氏集團」股東                                                                                            |                                              |
| 招石文 |         | 「鍾氏集團」股東                                                                                            |                                              |
| 何偉業 |         | 銷售部職員                                                                                                  |                                              |
| 黃芓晴 |         | 銷售部職員                                                                                                  |                                              |
| 傅劍虹 |         | 銷售部職員                                                                                                  |                                              |
| 徐 榮  |         | 銷售部職員                                                                                                  |                                              |
| 湯展維 | 明      | 銷售部職員 於第7集因偷懶被解僱                                                                              |                                              |
| 楊瑞麟 | 黃兆龍  | 部門主管及優秀員工選舉評審員                                                                                |                                              |
| 甘子正 |         | 「鍾氏集團」上屆優秀員工                                                                                    |                                              |

### 其他演員
| 演員   | 角色                             | 關係                                                                               | 暱稱          |
| 郭 峰  | 李 威                            | 「威威理髮店」髮型師 李笑好之父 林宾之岳父                                         | 威威 Will Lee |
| 李麗麗 | 順 嫂                            | 祥旺邨街坊 / 媒人                                                                  |               |
| 馬國明 | Jason                            | 銀行家之公子 追求安琪                                                              |               |
| 李成昌 | 源 叔                            | 「源記果園」主人                                                                   |               |
| 陳山聰 | 張大偉                           | 楊婉君之夫，張梓晉之父 鍾子聰、洛渠成好友                                          |               |
| 郭德信 |                                  | 黃奇鳳之前僱主                                                                     |               |
| 冼灝英 | 豹 哥                            | 黑社會大佬 於第31集跟宋智煥聯手綁架丁常旺及钟子聰 於第32集槍傷宋智煥，後被警方拘捕 |               |
| 鄭家生 | 豹哥手下                         |                                                                                    |               |
| 趙樂賢 | 豹哥手下                         |                                                                                    |               |
| 張達倫 | 豹哥手下                         | 劫匪                                                                               |               |
| 湯俊明 | 豹哥手下                         |                                                                                    |               |
| 黃子衡 | Stephen                          | 富家公子 黃奇鳳、安琪美國Kingston大學同學                                          |               |
| 鄭俊弘 | Stanley                          | 富家公子 黃奇鳳、安琪美國Kingston大學同學                                          |               |
| 張雪芹 | 黃奇鳳、安琪美國Kingston大學同學 |                                                                                    |               |
| 柯 嵐  | 黃奇鳳、安琪美國Kingston大學同學 |                                                                                    |               |
| 王基信 | 黃奇鳳、安琪美國Kingston大學同學 |                                                                                    |               |
| 蘇恩磁 | 祥旺邨街坊                       |                                                                                    |               |
| 曾麗明 | 祥旺邨街坊                       |                                                                                    |               |
| 曾慧雲 | 祥旺邨街坊                       |                                                                                    |               |
| 劉桂芳 | 祥旺邨街坊                       |                                                                                    |               |
| 張漢斌 | 祥旺邨街坊                       |                                                                                    |               |
| 黃梓瑋 | 祥旺邨街坊                       |                                                                                    |               |
| 戴耀明 | 祥旺邨街坊                       |                                                                                    |               |
| 鄧汝超 | 祥旺邨街坊                       | 水果檔老闆                                                                         |               |
| 蘇麗明 | 祥旺邨街坊                       | 水果檔老闆娘                                                                       |               |
| 魏惠文 | 祥旺邨街坊                       |                                                                                    |               |
| 魏惠文 | 銀行貸款部主任                   | (第20集)                                                                           |               |
| 丘梓謙 | 明 仔                            | 祥旺邨街坊孩子 常欺負丁常旺                                                        | 祥旺三寶      |
| 顏振軒 | 池 仔                            | 祥旺邨街坊孩子 常欺負丁常旺                                                        | 祥旺三寶      |
| 王秉熹 | 強 仔                            | 祥旺邨街坊孩子 常欺負丁常旺                                                        | 祥旺三寶      |
|        | 賣魚勝                           | 魚檔老闆                                                                           |               |
| 邵卓堯 | 賣魚佬                           |                                                                                    |               |
| 陳狄克 | 賣魚佬                           |                                                                                    |               |
| 華忠男 | 賣魚佬                           |                                                                                    |               |
| 華忠男 | 工廠老闆                         | (第23集)                                                                           |               |
| -      | 小 欣                            | 祥旺邨街坊孩子 (第25集)                                                            |               |
| 簡慕華 | 新聞報導員                       | (第4-5,20集)                                                                       |               |
| 周家怡 | 新聞報導員                       | (第24集)                                                                           |               |
| 張潔蓮 | 太空館職員                       | (第5集)                                                                            |               |
| 許文翹 | 太空館職員                       | (第5集)                                                                            |               |
| 鄭世豪 | 太空人                           | (第12集)                                                                           |               |
| 葉凱茵 | 護 士                            | (第11集)                                                                           |               |
| 河國榮 | Mr. Brown                        | 「Cindy & Heidi」品牌時裝負責人 (第12-15集)                                        |               |
| 何俊軒 | 影樓攝影師                       | (第12-14集)                                                                        |               |
| 陳霽平 | 模特兒導師                       | 指導黃奇鳳、安琪行Catwalk (第14集)                                                 |               |
| 陳文靜 | 模特兒                           | (第14-15集)                                                                        |               |
| 戚黛黛 | 模特兒                           | (第14-15集)                                                                        |               |
| 何婷恩 | 模特兒                           | (第14-15集)                                                                        |               |
| 劉天龍 | 保安經理                         | (第15集)                                                                           |               |
| 李岡龍 | 何醫師                           | 中醫師 (第17集)                                                                    |               |
| 黃鳳   | 陳太太                           | 宋美綸之友                                                                         |               |
| 鍾禧文 | Amy                              | 美容師 (第20集)                                                                    |               |
| 何慶輝 | 酒 保                            | (第20集)                                                                           |               |
| 王維德 | 何律師                           | 負責钟子聰飲酒駕駛案的律師 (第21集)                                                |               |
| 張貝茜 | 廉政公署調查員                   | (第23、25集)                                                                       |               |
| 葉 暐  | 廉政公署調查員                   | (第23、25集)                                                                       |               |
| 寧 進  | 記 者                            |                                                                                    |               |
| 劉深宜 | 記 者                            |                                                                                    |               |
| 麥子樂 | 記 者                            |                                                                                    |               |
| 伍濼文 | 安老院職員                       | (第24集)                                                                           |               |
| 曾守明 | 匪 徒                            | (第25集)                                                                           |               |
| 黎銘諾 | 主診醫生                         | 丁常旺之主診醫生 (第25-26集)                                                       |               |
| 蔡國慶 | 醫 生                            | 丁常旺腦部手術之醫生 (第26、28集)                                                  |               |
| 曾健明 | 醫 生                            |                                                                                    |               |
| 殷 櫻  | 護 士                            | (第26、28集)                                                                       |               |
| 雷 恩  | Michael Power公司職員            | (第26﹣31集)                                                                       |               |
| 諾 思  | Michael Power公司職員            | (第26﹣31集)                                                                       |               |
| 蘇頌康 | Michael Power公司職員            | (第26﹣31集)                                                                       |               |
| 鍾建文 | Michael Power公司職員            | (第26﹣31集)                                                                       |               |
| 羅天池 | 機場清潔工人                     |                                                                                    |               |
| 楊證樺 | 小販管理員                       |                                                                                    |               |
| 鄺佐輝 | 蔡醫生                           | 钟子聰之主診醫生 (第31集)                                                          |               |
| 潘冠琳 | 護 士                            | (第31集)                                                                           |               |
| 彭冠中 | 警 察                            | (第32集)                                                                           |               |
| 胡麒豐 | 警 察                            | (第32集)                                                                           |               |
| 安德尊 | 《城市大搜查》節目主持人         | (第32集)                                                                           |               |
| 杜 港  | 電視台採訪隊                     | (第32集)                                                                           |               |
| 柯 嵐  | 電視台採訪隊                     | (第32集)                                                                           |               |

### 特別客串
| 演員   | 角色                   | 關係/職業 | 暱稱 |
| 梁榮忠 | 《殘忍一叮》節目主持人 | (第10集)  |      |
| 陳國邦 | 《殘忍一叮》節目主持人 | (第10集)  |      |

## 收視

### 香港收视
以下為本劇於香港無綫電視翡翠台之收視紀錄：
| 週次 | 集數  | 平均收視 | 最高收視 |
| 1    | 01-05 | 30點     | 32點     |
| 2    | 06-10 | 33點     | 34點     |
| 3    | 11-15 | 34點     | 37點     |
| 4    | 16-20 | 34點     | 36點     |
| 5    | 21-25 | 34點     | 37點     |
| 6    | 26-30 | 34點     | 37點     |
| 7    | 31-32 | 41點     | 43點     |

### 广州收视
| 集数  | CSM省网 | CSM市网 | CSM合计 | 集数  | AGB省网 | AGB市网 | AGB合计 |
| ----- | ------- | ------- | ------- | ----- | ------- | ------- | ------- |
| 1-6   | 9.81    | 12.68   | 22.49   | 1-5   | 10.1    | 11      | 21.1    |
| 7-28  | 11.77   | 15.57   | 27.34   | 6-10  | 10.6    | 12.2    | 22.8    |
| 29-32 |         |         | 30.71   | 11-15 | 11.4    | 12.4    | 23.8    |
|       |         |         |         | 16-20 | 12.3    | 13.2    | 25.5    |
|       |         |         |         | 21-25 | 12      | 13.5    | 25.5    |
|       |         |         |         | 26-32 | 12.7    | 13.6    | 26.3    |

## 結局
阿旺知道了奇鳳是為了報恩，才犧牲了自己的幸褔而嫁給阿旺。阿旺知道了後心感內疚，決定來一次「度蜜月」，目的地是他們小學一年級時旅行曾到之地。並達成了奇鳳一直以來的願望──「雪中賞月」。
之後，奇鳳與渠成到了美國發展。四年後，子聰、安琪步進教堂；福瑞、秀蓮亦己結成一對，而阿旺的「老婆湯圓」亦成為全港無人不識的食品，可是阿旺仍是單身獨處，與龜為伴。中秋節之夜，阿旺獨自賞月，「生滋電話」傳來了奇鳳的聲音，初時阿旺仍以為阿鳳在美國致電，但原來奇鳳經已回港，阿旺大感欣喜。
翌日，他們返回旅行之地，原來，奇鳳在六歲時曾在一棵樹上寫著「我和阿旺永遠在一起」的願望，在「度蜜月」經過這樹時，醒起了這個兒時願望，經過四年的掙扎，最後奇鳳決定與阿旺一起生活下去。

## 迴響
湯盈盈憑阿旺新傳一劇的李笑好角色深入民心，令市民對湯盈盈的印象有所改變，無綫電視更為她度身訂做兩個特別節目，分別名為《好在你左右》及《笑口常開》。另外，樂文漫畫推出阿旺新傳一劇的漫畫書版。

## 軼事
- 此劇為宣萱第15次被脅持。事源在2012年，有網民發現，自1994年無綫電視劇集《餐餐有宋家》開始18年來，每逢宣萱參演的古裝劇、時裝劇甚至電影角色全被安排做人質被綁架，被脅持的武器包羅萬有，當中宣萱於1994年無綫電視劇集《餐餐有宋家》被原子筆脅持最為荒謬，但每次角色因「主角光環」而安然無恙。截至2012年無綫電視劇集《飛虎》為止，宣萱曾於21套無綫電視劇集竟被脅持了22次，當中宣萱於2011年無綫電視劇集《萬凰之王》更被脅持了兩次，加上2011年新加坡劇集《萬福樓》、1996年無綫電視電影《虎膽虹威》及1997年電影《檔案X殺人犯》，宣萱共被脅持了25次，大破影視界紀錄，堪稱「存活率最高的人質王」，甚至被戲言「有宣萱的地方就有綁架發生」。
- 此劇為蕭亮退休及息影之作，亦為其生前最後一套無線的演藝作品。

## 外部連結
- 無綫電視官方網頁 - 阿旺新傳

## 電視節目的變遷
| 香港無綫電視翡翠台 星期一至五 21:00-22:00 時段 | 香港無綫電視翡翠台 星期一至五 21:00-22:00 時段 | 香港無綫電視翡翠台 星期一至五 21:00-22:00 時段 |
| ---------------------------------------------- | ---------------------------------------------- | ---------------------------------------------- |
|                                                | 阿旺新傳 (2005.10.24 - 2005.12.06)             |                                                |
| 人間蒸發 (2005.09.26 - 2005.10.21)             | 識法代言人 (2005.12.07 - 2006.01.04)           |                                                |

| 香港無綫電視翡翠台 星期一至五 11:45-12:45 時段 | 香港無綫電視翡翠台 星期一至五 11:45-12:45 時段              | 香港無綫電視翡翠台 星期一至五 11:45-12:45 時段 |
| --- | ----------------------------------------------------------- | ---------------------------------------------- |
| | 阿旺新傳 (2009.01.29 - 2009.03.17) 2月25日及3月5日暫停播映  |                                                |
| 聊齋 (全劇共35集，只限播映其中15集) 星期一至五 (2009.01.02 - 2009.01.22) LovingYou我愛你2 (全劇共10集，只限播映其中1集) 星期五 (2009.01.23) 新春特備節目 星期一至三 (2009.01.26 - 2009.01.28) | 胭脂水粉 (2009.03.18 - 2009.04.30) 4月10日及4月13日暫停播映 |                                                |

| 香港、 马来西亚 TVB星河频道 星河巨献时段 星期六至日 18:30 - 19:30 | 香港、 马来西亚 TVB星河频道 星河巨献时段 星期六至日 18:30 - 19:30 | 香港、 马来西亚 TVB星河频道 星河巨献时段 星期六至日 18:30 - 19:30 |
| ----------------------------------------------------------------- | ----------------------------------------------------------------- | ----------------------------------------------------------------- |
|                                                                   | 阿旺新傳 （2022年4月16日 - 2022年7月31日）                        |                                                                   |
| 绝代商骄 （2022年1月29日 - 2022年4月10日）                        | 巴不得爸爸 （2022年8月6日 - 2022年10月15日）                      |                                                                   |